# Marilynn Malerba

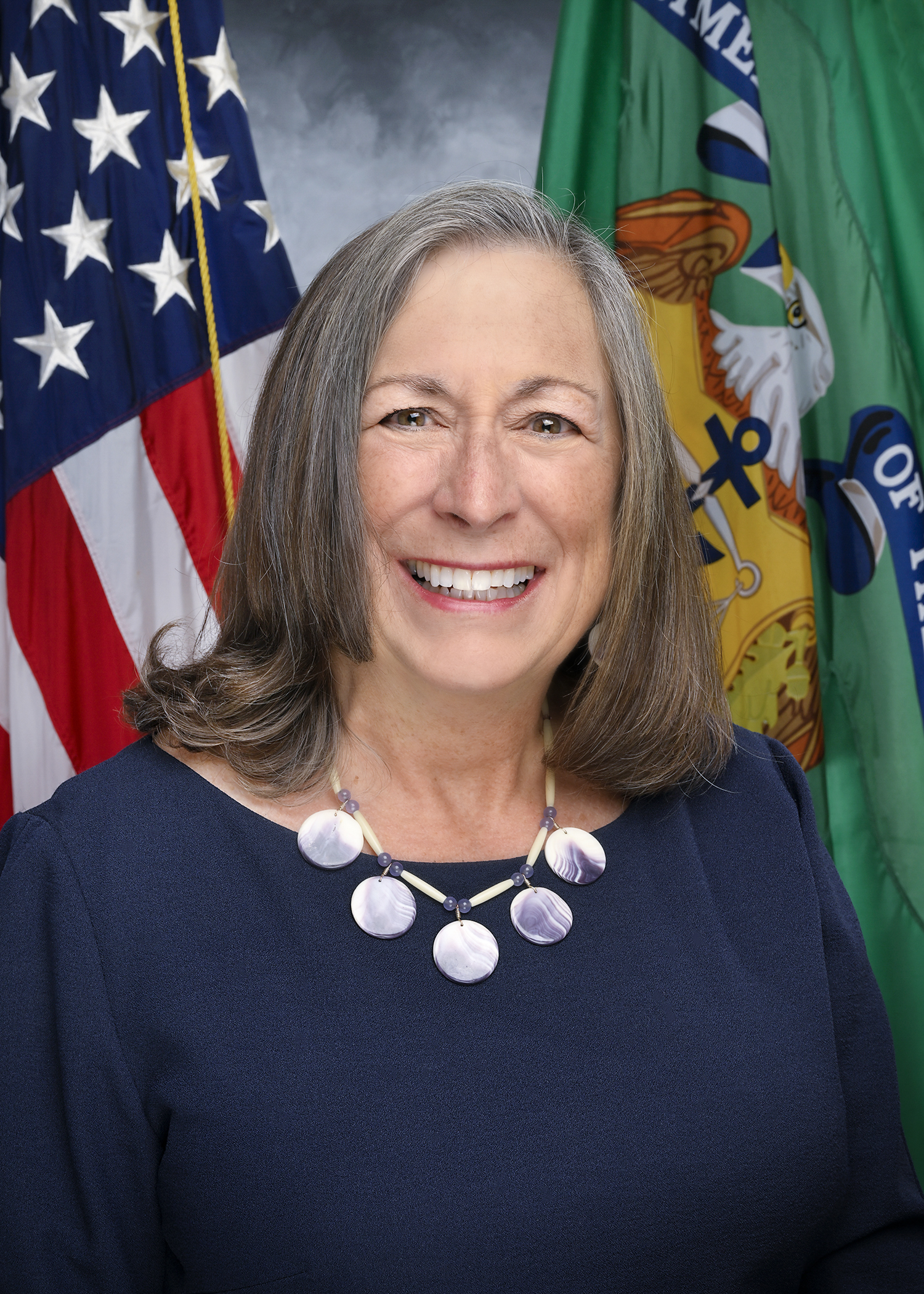
Marilynn Malerba (2022)

Marilynn „Lynn“ Malerba (in Mohegan-Pequot Mutáwi Mutáhash, wörtlich „viele Herzen“; * August 1953 in Connecticut) ist eine US-amerikanische Politikerin, die seit 2010 Chief der Mohegan ist und von 2022 bis 2024 als Treasurer of the United States amtierte.

## Leben
Marilynn Malerba wurde im August 1953 in Connecticut geboren. Ihre Familie gehört dem indigenen Stamm der Mohegan an; ihr Urgroßvater Matagha war Häuptling des Stammes, der 1994 als federal tribe von der Bundesregierung der Vereinigten Staaten anerkannt wurde. Innerhalb des Stammes trägt sie den Namen Mutáwi Mutáhash, was so viel wie „viele Herzen“ bedeutet. Sie wuchs in Uncasville auf und besuchte nach dem Abschluss der High School zunächst die Hartford Hospital School of Nursing, ehe sie einen Bachelor in Pflegewissenschaften von der University of St. Joseph erlangte. Später erwarb sie zusätzlich einen Master in öffentlicher Verwaltung von der University of Connecticut und einen Doktorgrad in Pflegewissenschaften an der Yale University. Für viele Jahre arbeitete sie als Krankenschwester in einem Krankenhaus in Connecticut. Parallel engagierte sie sich innerhalb ihres Stammes. Unter anderem war sie Zuständige für Gesundheit und Wohlfahrt innerhalb der Stammesregierung und Vorsitzende des Tribal Council, ehe sie im August 2010 vom Ältestenrat der Mohegan auf Lebenszeit zum Chief ernannt wurde. Sie ist dabei die erste Frau in der modernen Geschichte des Stammes, die zum Häuptling des Stammes berufen wurde.
Als Chief der Mohegan vertrat Malerba die Interessen der Mohegan und der Native Americans allgemein in verschiedenen Gremien der Bundesregierung, die die Interessen der Native Americans in die Bundespolitik einbringen sollen. Unter anderem ist sie Vorsitzende eines Beirates des Indian Health Service. Ebenfalls fungierte sie als Beraterin des US-Finanzministeriums. Im Juni 2022 wurde sie von US-Präsident Joe Biden als Treasurer of the United States nominiert, eine hochrangige Position im US-Finanzministerium, in deren Hände die Aufsicht über die United States Mint, das Bureau of Engraving and Printing und Fort Knox liegt. Präziser gesagt ist das Amt eine Art Koordinationsstelle zwischen Bundesregierung und Federal Reserve System. Gleichzeitig teilte die Bundesregierung mit, dass Malerba ein neu geschaffenes Office of Tribal and Native Affairs innerhalb des US-Finanzministeriums leiten werde, das der Koordination der Angelegenheiten von Native Americans innerhalb der Bundesregierung dienen solle. Eine Bestätigung des US-Senats zur Besetzung des Amts ist beim Treasurer of the United States nicht erforderlich; daher trat Malerba ohne Umschweife ihr neues Amt im September 2022 an.
Während ihrer Amtszeit erreichte sie über das Office of Tribal and Native Affairs einige finanzrechtliche Erleichterungen für staatlich anerkannte Stämme der Native Americans, unter anderem durch die Kodifizierung des General Welfare Exclusion Act, der Stammesregierungen als separate Regierungen anerkennt, und durch die verbesserte Vergabe von Mikrokrediten, die sowohl indigenen Stammesregierungen als auch Kleinunternehmern zugutekamen. Im Oktober 2024 wurde sie mit dem Alexander Hamilton Award des US-Finanzministeriums ausgezeichnet. Einen Monat später trat sie im Nachgang der Präsidentschaftswahl 2024 aus der Bundesregierung zurück und gab an, von vorneherein nicht länger als eine Amtsperiode gedient haben zu wollen. Anschließend nahm sie wieder in Vollzeit ihre Aufgaben als Chief der Mohegan wahr. Malerba hält zwei Ehrendoktorgrade der Eastern Connecticut State University und der University of St. Joseph. Sie ist verheiratet, Mutter zweier Töchter und mehrfache Großmutter. Sie lebt in Niantic, Connecticut.